# Narancsszínű földirigó
A narancsszínű földirigó (Geokichla piaggiae)  a madarak osztályának verébalakúak (Passeriformes) rendjébe és a rigófélék (Turdidae) családjába tartozó faj.

## Rendszerezése
A fajt Aime Bouvier  írta le 1877-ben, a Turdus nembe Turdus piaggiae néven. Sorolták a Zoothera nembe Zoothera piaggii néven is.

## Alfajai
- Geokichla piaggiae hadii (Macdonald, 1940) - Dél-Szudánban az Imatong-hegység és a Dongotona-hegység
- Geokichla piaggiae piaggiae (Bouvier, 1877) Dél-Szudán keleti részén a Boma-magasföld, Etiópia, Kenya északi és nyugati része, a Kongói Demokratikus Köztársaság keleti része
- Geokichla piaggiae ruwenzorii (Prigogine, 1984) - Ruwenzori-hegység Uganda nyugati részén
- tanganyikai földirigó (Geokichla piaggiae tanganjicae vagy Geokichla tanganjicae) (Sassi, 1914) - a Kongói Demokratikus Köztársaság északkeleti része, Uganda délnyugati része, Ruanda, Burundi északi része és Tanzánia csatlakozó területei
- Geokichla piaggiae kilimensis (Neumann, 1900)  Kenya középső és déli része és Észak-Tanzánia
- Geokichla piaggiae rowei (Grant & Mackworth-Praed, 1937) - Tanzánia északi része [2]

## Előfordulása
Burundi, Dél-Szudán, Etiópia, Kenya, a Kongói Demokratikus Köztársaság, Tanzánia, Uganda, Ruanda és Szudán területén honos.
Természetes élőhelyei a szubtrópusi vagy trópusi hegyi esőerdők, magaslati cserjések, valamint ültetvények. Állandó, nem vonuló faj.

## Megjelenése
Testhossza 20 centiméter, testtömege 42-65 gramm.

## Életmódja
Gerinctelenekkel és gyümölcsökkel táplálkozik.

## Természetvédelmi helyzete
Az elterjedési területe nagy, egyedszáma viszont csökken, de még nem éri el a kritikus szintet. A Természetvédelmi Világszövetség Vörös listáján nem fenyegetett fajként szerepel.